# Bhotechaur
Bhotechaur (nep. भोटेचौर) – gaun wikas samiti w środkowej części Nepalu w strefie Bagmati w dystrykcie Sindhupalchowk. Według nepalskiego spisu powszechnego z 2001 roku liczył on 992 gospodarstw domowych i 5660 mieszkańców (2861 kobiet i 2799 mężczyzn).